# Monacilla gracilis
Monacilla gracilis är en kräftdjursart som beskrevs av Wolfenden. Monacilla gracilis ingår i släktet Monacilla och familjen Spinocalanidae. Inga underarter finns listade i Catalogue of Life.